# Джон Моффат (офіцер Королівських ВМС)
Джон Вільям Чарлтон Моффат (17 червня 1919 — 11 грудня 2016) був пілотом Повітряних сил Королівського військово-морського флоту Великої Британії, відомий тим, що пошкодив німецький лінкор Бісмарк під час його прориву до Атлантики, операція «Рейнюбунг», 26 травня 1941, керуючи біпланом Fairey Swordfish.

## Ранні роки та родина
Джон Моффат народився у селі Суінтон у окрузі шотландських кордонів у родині Мері та Пітера Моффатів. Коли він був дитиною його батьки переїхали до Ерлстону де його батько відкрив свій перший гараж.
Батько Джона, Пітер, служив у лавах Королівського флоту під час Першої світової війни, вступивши у 1914 як авіаційний інженер Королівської повітряної служби ВМС (RNAS). Пітер служив у Другому крилі RNAS під командування Чарльза Рамні Семсона, першої людини яка злетіла з корабля.

Пітер Моффат служив у Бельгії і був переведений на гідроавіаносець HMS Ark Royal, який направився до Середземного моря для участі у Дарданельській кампанії. Пітер залишив службу у 1917 і одружився з Мері у 1918. Мері Моффат полюбляла співати оперу. Мати Моффата заохочувала його грати на музичних інструментах. Завдяки цьому Джон навчився грати на скрипці та фортепіано у віці 10 років. у підлітковому віці Моффат займався верховою їздою і брав участь у полюванні на лисиць, що "не дуже подобалося його батькам". У 1929 Моффат побачив літак Avro 504 який летів над Келсо, що зародило у ньому пристрасть до польотів на все життя. Пілот пропонував покататися на літаку за 10 шилінгів. Пілот, для Моффата, був схожий на Біггля, персонажа тогочасних пригодницьких романів, і дуже вразив хлопця. Того дня Моффат здійснив свій перший політ. Моффат так описав свої враження про перший політ:
Що стосується польотів, я був вражений ними. Це було схоже на катання на локомотиві, але більш захопливо. Коли ми піднялися у повітря над містом було все: шум повітря, запах гарячого мастила і високооктанового бензину, а швидкість здавалася неймовірною. Це була казка яка зникла коли я вийшов з літака і поринув у звичне оточення....
Моффат здав вступні іспити до середньої школи Келсо де і отримав середню освіту. Моффат мав великі успіхи у регбі і був обраний до шкільної футбольної команди. Моффат мав намір поступати до Единбурзького університету, але через біржовий крах 1929 Моффати не мали змоги платити за навчання. Моффат зробив спробу отримати стипендію, здавав іспити і відвідував співбесіди, але на навчання прийнятий не був. Моффат був змушений покинути школу у 16 років, щоб заробляти на життя у автобусній кампанії, яка йому не подобалася, і підробляв як музикант на весіллях.
У 1938 Моффат розчарувався роботою у автобусному депо і вирішив стати пілотом морської авіації побачивши об'яву, за якою йому пропонували навчання і істотну зарплатню. До цього Моффат і не думав про кар'єру пілота, вважаючи, що це не для простих людей, але вирішив не втрачати нагоду і вступити до лав повітряних сил флоту Великої Британії.
Моффат не отримавши повідомлень від Флоту переїхав до Лондону. Після відмови у прийнятті на роботу до Родезійської поліції він отримав листа з пропозицією про роботу у резерві Королівських ВМС. Моффат прийняв цю пропозицію і отримав припис на HMS Frobisher у Портсмуті.
Моффат був у відпустці у Келсо коли 1 вересня 1939 Німеччина напала на Польщу. 3 вересня 1939 Велика Британія і Франція оголосили війну Німеччині. Наступного дня Моффат отримав наказ прибути до казарм Сент-Вінсенту Госпорті, на західній частині портсмутської гавані, які були одним з тренувальних центрів Королівських ВМС.

## Повітряні сили Королівських ВМС

### Початок кар'єри
У грудні 1939 Моффат перебрався до льотної школи у Белфасті. На час падіння Франції у червні 1940, Моффат закінчив навчання і був направлений до 759 ескадрильї у Істлі. Перед битвою за Британію він двічі вступав у бій з ворожими літаками. Під час тестувальних польотів на Gloster Gladiator, Моффат тестуючи саморобну кисневу систему досяг висоту 8,8 км. Під час спуску його атакували Messerschmitt Bf 109, але він зміг сховатися у хмарах без уражень. Незабаром він зіткнувся з Heinkel He 111 під час тестового польоту на неозброєному літаку Blackburn Skua. Моффат викликав підрозділ Hawker Hurricane, які піднялися для перехоплення.
У липні 1940  ескадрилья Моффата взяла участь у  нападі на Мерс-ель-Кебір, проте Моффат сам не брав участь у поході на авіаносці Ark Royal. Пізніше восени, Моффат перевівся до 818 ескадрильї.

### 26 травня 1941
24 травня 1941 німецький лінкор Бісмарк потопив лінійний крейсер Королівських ВМС HMS Hood, і авіаносець HMS Ark Royal отримав наказ, у складі частини Ударної групи H знайти і знищити Бісмарк. 26 травня 1941 Бісмарк наближався до французького порту Брест. Тому ця ніч стала останньою коли британці могли уповільнити лінкор, щоб його могли атакувати великі кораблі.
О 21:05 Моффат, його спостерігач, T/S-Lt.(A) Дж. Д. "Dusty" Міллер і телеграфіст/стрілець (TAG) LA A. Дж. Гайман, виконували політ на Fairey Swordfish 5C/L9726, разом з групою з 14 інших Swordfish, але не змогли завдати удару.  Він скинув торпеди з лівого борту, але вона влучила з правого, вибухнувши у рульовому відсіку.  Руль, який було покладено на правий борт, заклинило, через що корабель вийшов на циркуляцію. З правого борту корабель атакували лише два пілоти, Девід Годфрі-Фауссетт та Кенет Паттіссон.  Останні мав найкращу позицію для атаки і лише останню хвилину побачив, що Бісмарк ухиляється від торпед, які було скинуто під час першої атаки, ліворуч. Група H і флот метрополії наблизилися до лінкора обстрілюючи його, невдовзі корабель перевернувся і на ранок затонув.

## Після війни
Моффат покинув службу на флоті у 1946 і повернувся у Глазго. Він вступив до коледжу в Глазго, щоб отримати бізнес-ступінь, а також отримав диплом з готельного менеджменту. Після залишення служби Моффат більше не літав. У свої 60, після 40-річної перерви, він знов почав літати. Він відзначив свої 90-річчя у липні 2009 акробатичними номерами на легкому літаку. У 2010 було випущено його книгу 'Я потопив Бісмарк' (ISBN 9780552159487), у співавторстві з документалістом Майком Россітером. Моффат помер  11 грудня 2016 у віці 97.